# Pseudopterogorgia oppositipinna
Pseudopterogorgia oppositipinna is een zachte koraalsoort uit de familie Gorgoniidae. De koraalsoort komt uit het geslacht Pseudopterogorgia. Pseudopterogorgia oppositipinna werd in 1888 voor het eerst wetenschappelijk beschreven door Ridley. 